# Vrh pri Dolskem
Vrh pri Dolskem – wieś w Słowenii, w gminie Dol pri Ljubljani. W 2018 roku liczyła 22 mieszkańców.